# Bytča
 Ovo je glavno značenje pojma Bytča. Za okrug pogledajte Okrug Bytča.
Bytča (mađ. Nagybiccse, njem. Bitsch) grad je u Žilinskom kraju u središnjoj Slovačkoj. Grad je upravno središte Okruga Bytča. 

## Zemljopis
Grad se nalazi u blizini rijeke Váh i gradova Žiline i Považske Bystrice. 

## Povijest
Grad je utemeljen 1946. spajanjem naselja Malá Bytča (uključujući Beňov i Mikšová), i Veľká Bytča. Prvi pisani zapis o glavnom dijelu grada Veľká Bytča datira iz 1234., kao terra Bycha. Naselje je dobilo status grada 1378. Bilo je sjedište feudalnih vlasti, a kasnije grad s brojnim obrtnicima. Na mađarskom jeziku je bio poznat kao Biccse.

## Stanovništvo
| Godina:     | 1993.  | 2003.   | 2013.   | 2023.   |
| ----------- | ------ | ------- | ------- | ------- |
| Broj ljudi: | 12 207 | 11 495  | 11 293  | 11 535  |
| Razlika:    |        | -5,83 % | -1,75 % | +2,14 % |

| Godina:     | 2022.  | 2023.   |
| ----------- | ------ | ------- |
| Broj ljudi: | 11 448 | 11 535  |
| Razlika:    |        | +0,75 % |

Po popisu stanovništva iz 2021. godine grad je imao 11.414 stanovnika. Prema etničkoj pripadnosti najviše je bilo Slovaka 94,22 % i Čeha 0,42 % Prema vjeroispovijesti najviše je rimokatolika 76,5 %, ateista je bilo 13,45 % a luterana 1,29 %.

## Poznate osobe
- Jozef Tiso (13. listopada 1887. – Bratislava, 18. travnja 1947.), katolički svećenik koji je od 1939. do 1945. godine bio predsjednik Slovačke Države.

## Vanjske poveznice
- Službena stranica grada

### Ostali projekti
|  | Zajednički poslužitelj ima još gradiva o temi Bytča |